# Homuteanovca, Ialoveni
Homuteanovca este un sat din cadrul comunei Gangura din raionul Ialoveni, Republica Moldova.

## Demografie

### Structura etnică
Structura etnică a localității conform recensământului populației din 2004:
| Grup etnic                    | Populație | % Procentaj |
| ----------------------------- | --------- | ----------- |
| Bulgari                       | 78        | 48,75%      |
| Băștinași declarați Moldoveni | 55        | 34,38%      |
| Ucraineni                     | 15        | 9,38%       |
| Ruși                          | 11        | 6,88%       |
| Găgăuzi                       | 1         | 0,63%       |
| Total                         | 160       |             |